# 보모 국가
보모 국가(保姆 國家, nanny state)는 정부나 그 정책이 개인을 과보호하거나 개인의 선택을 간섭한다는 견해를 전달하는 영국 유래의 보수주의 용어이다. 보모 국가라는 용어는 정부를 보모가 아이 양육에서 맡는 역할에 비유한다. 이 용어의 초기 사용은 1965년 12월 3일 판 《스펙테이터》에서 영국 보수당 국회의원인 이언 맥클라우드(Iain Macleod)가 한 언급에서 찾을 수 있다.

## 용어 사용

### 미국

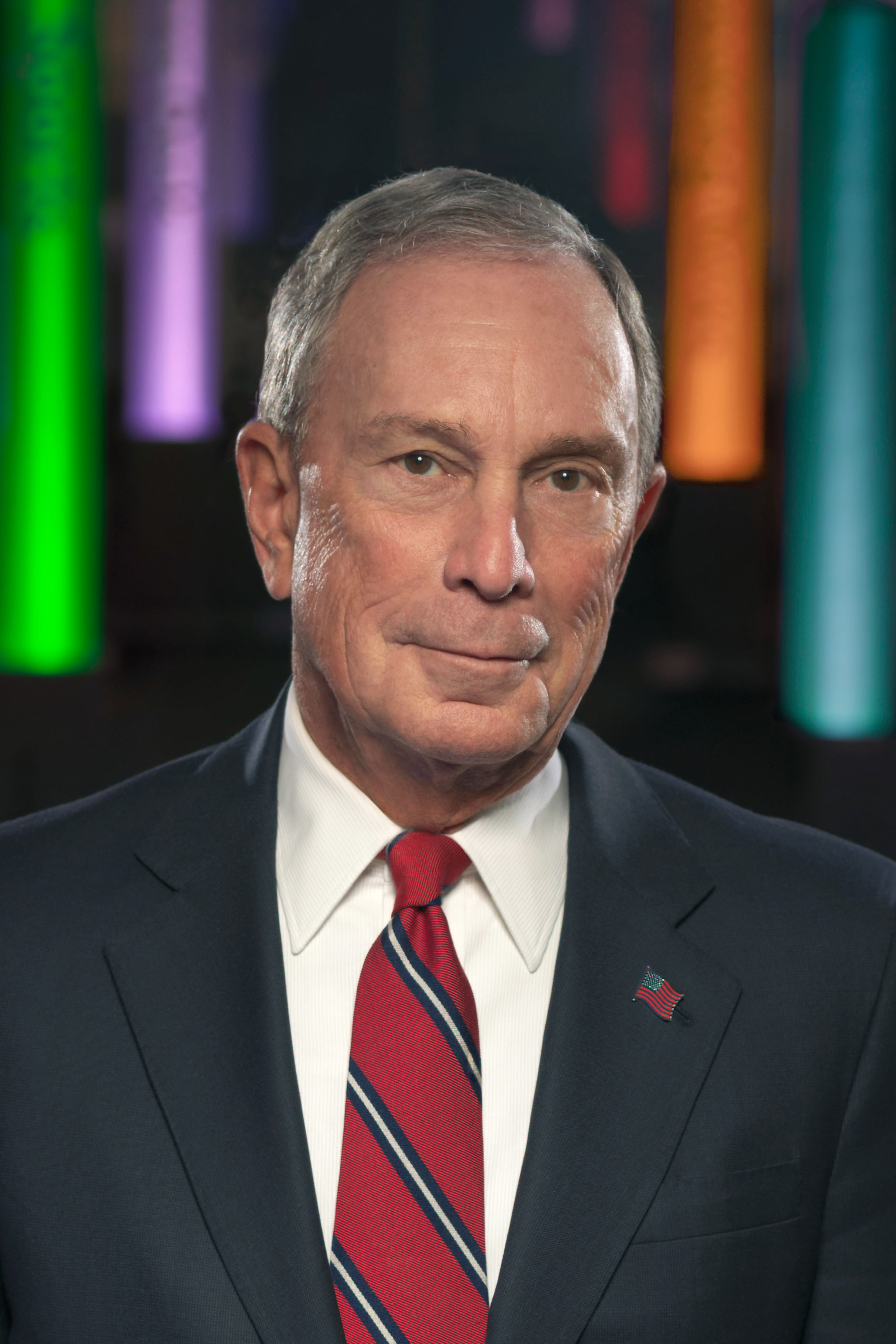
보모 국가 정치인으로 묘사된 전 뉴욕 시장 마이클 블룸버그

이 용어가 메리엄-웹스터 사전에서 정의되지 않았음에도 일부 정치 평론가에 의해서 지난 10년 동안 사용되기 시작하였다. 예를 들어 2006년 센터 포 이코노믹 앤드 팔러시 리서치(Center for Economic and Policy Research) 싱크탱크의 딘 베이커(Dean Baker)는 부자의 수익을 보호하는 보수주의적 정책을 설명하기 위하여 이 용어를 사용하였다.
이 용어는 또한 흡연의 추방이나 의무적 자전거 헬멧 착용의 입법과 같은 예를 들어 현대의 자유주의적 정치 이념의 입법 경향에 반대하는 입장에서 사용되기도 한다.
David Harsanyi는 이 용어를 식품 표시 제도, 법정 음주 연령, 사회보수주의 정부 정책을 설명하기 위하여 이 용어를 사용하였다. 또 다른 예는 뉴욕 시장 마이클 블룸버그가 2012년 5월에 식당, 노점 등에서 소프트 드링크의 판매를 16 온스까지로 제한하는 제안을 한 것에 대한 반응이다.

## 같이 보기
- 큰 정부
- 경제간섭주의
- 온정주의
- 전체주의
- 복지국가